# Trans aktivizam
Trans aktivizam je oblik udružavanja zasnovan na promociji i zaštiti prava trans, inter i rodno varijantnih osoba,  odnosno osoba rođenih sa reproduktivnom ili anatomijom polnih organa koja nije u skladu sa tipičnim definicijama muškog ili ženskog, i prevazilaženja tradicionalnih binarnih polno-rodnih podela na relaciji muško-žensko.

## Preduslovi
Neke od pojava koje spadaju u oblike transrodnosti smatraju se u medicini poremećajem rodnog identiteta ili rodnom disforijom. Ipak, mnoge transrodne osobe se ne slažu sa ovakvim klasifikovanjem transrodnosti i radije govore o varijantama ljudskog ponašanja, nego o poremećaju.
Kroz život transrodne osobe prati mnoštvo stigmi, među kojima su najozbiljnije zapošljavavanje i zdravstvena zaštita.
Prilikom zapošljavanja, osoba mora da prođe kroz proces legitimisanja. U tom momentu, ukoliko transrodna osoba još uvek ne ispunjava uslove za promenu imena i oznake pola u dokumentima, dolazi do prisilnog autovanja: osoba mora da objasni zašto ona izgleda kao žena, a u dokumentima je muški pol/ime i obrnuto.

Kako se polovi razlikuju po anatomiji, genetici i hormonskim obrascima, to se u medicini različite bolesti različito manifestuju kod muškaraca i kod žena. Kada si transrodna osoba koja, na primer, hormonskom terapijom menja svoj dominantni polni hormon, ili, pak, oblik svojih genitalija operacijama, neke bolesti se mogu manifestovati drugačije nego kod pola po rođenju. Trans osobe takođe mogu doživeti poteškoće prilikom pokušaja pristupanja zdravstvenom osiguranju ukoliko još uvek nisu promenile zakonsku oznaku pola ili ukoliko im treba pregled atipičan za rod sa kojim se identifikuju. Na primer, preduslov za operaciju za trans žene je ultrazvuk testisa, dok je kod trans muškaraca to ultrazvuk materice. 
Veliki broj ljudi, čak i onih koji su medicinski pismeni, je zbunjeno kada osoba koja izgleda kao žena traži pregled testisa, i često dolazi do diskriminacije, jer su transrodna tela stigmatizovana i u medicini.
Napred navedeni problemi i mnopgi drugi nenavedeni, pokrenuleli su potrebu za trans aktivizam, kao bi kroz brojna udruženja organizovanije i snažnije 
trans, inter i rodno varijantnih osoba ostvarile elementarna ljuska prava, pre svega ona na rad, socijalnu i zdravstvenu zaštitu, i solobodile se stigmatizacije.

## Misija
Misija trans aktivizma je postizanje pune ravnopravnosti osoba svih rodova, rodnih identiteta i/ili rodnog izražavanja, putem osnaživanja, javnog zagovaranja, neposrednog rada i podrške, obrazovanja, senzibilizacije, istraživanja i drugih aktivnosti.
Jedan  od zadataka trans aktivizma je vidljivost trans, inter i rodno varijantnih osoba i uspostavljanjem prvih kontakata s drugim članovima/icama trans zajednice, kako bi se stvorio novi prostor za trans osobe u nekoj zemlji, odnosno stabilan i siguran prostor koji su trans osobe omogućile sebi i drugim trans osobama.

## Pokretači
Pokretači trans aktivizma su uglavnom mladi ljudi, koji imaju pristup internetskim izvorima i društvenim medijima, ili su obično već uključeni u širi LGBTIQ pokret. Oni su kroz direktne kontakte nametnuli potrebu da
trans zajednica treba prostor za sastanke koji se ne nalazi isključivo
na Internetu.
Feminističke i lezbejske nevladine organizacije bile su na čelu inicijativa
za osposobljavanje aktivista u bavljenju pravima zasnovanim na rodnom
identitetu i rodnom izražavanju, time što su isticale zdravstvene probleme
trans populacije i razvijale nove jezične oblike koji odražavaju i neguju
inkluzivnost. Manjak informacija i podrške za trans osobe u ranijem razdoblju doveo je do osnivanja prvih grupa za podršku i internetskih foruma. Takve su aktivnosti potaknule trans osobe na stvaranje stabilnih, sigurnih prostora za druge trans osobe, što je kao posledicu imalo povećanje trans aktivizma u prvim decenijama 21. veka.
Poseban oblik delovanja trans aktivizma uključuje:
- snažnu saradnju i sprovođenje projekata sa nevladinim organizacijama koje su u ranijem istorijskom periodu radile na poboljšanju trans prava,
- kontinuirano poboljšanje saradnje sa nadležnim državnim institucijama i donosiocima odluka.
- međusobnu saradnju panevropskih organizacija
- povezivanje trans aktivista osnivanjem TMB koja, zajedno sa drugim novoosnovanim trans grupama u nekoliko susednih zemalja (npr na Balkanskom poluostrvu), koje su postale referenca za trans osobe u nekoj regiji.[2]

## Problemi
U svom radu trans aktivizam nailazi na sledeće probleme:
- porast organizacija kleriklane desnice,
- manjak implementacija zakona, kao i građanskog ti polnog vaspitanja,
- prisutnost nestabilnosti, korupcije, ksenofobije i nepoverenja u institucije, i
- neprepoznatost nevladinih organizacia kao merodavnog faktora.

Izazovi s kojima se suočavaju trans aktivisti/ce  uključuju:
- nedostatak inicijativa koje vode trans osobe,
- marginalizaciju trans tema i identiteta unutar LGBTIQ pokreta,
- niska vidljivost trans tema, i
- poteškoće u organizovanom angažovanju trans populacije, uzrokovane njihovim strahom od nasilja i izolacije.

## Spoljašnje veze
- Trans aktivizam u Srbiji - www.youtube.com